# Ботт, Джими
Джими Ботт (англ. Jimi Bott); род. 13 августа 1965 года, Сан-Франциско, Калифорния, США — американский блюзовый барабанщик. Лауреат Blues Music Awards в номинации «Блюзовый барабанщик» (2015), 19-кратный номинант Blues Music Awards в той же номинации (2002—2014, 2016—1019) . 12 раз признавался лучшим блюзовым барабанщиком года по версии The Cascade Blues Association (CBA Muddy Award for Blues Drummer of the Year и премия стала носить имя Джими Ботта), введён в Зал славы The Cascade Blues Association (2009).

## Биография
Джими Ботт родился в Сан-Франциско в 1965 году, вырос Лос-Гатосе, Калифорния. Проникся любовью к блюзу, наблюдая за своим отцом Кеном Боттом, который играл на гитаре и пел блюз каждый вечер на крыльце дома после работы. В течение года в пятом классе брал уроки игры на фортепиано. Одноклассники Ботта, зная что тот располагает единственным барабаном Slingerland Radio King 1938 года выпуска, который однажды принёс домой отец Ботта, предложили ему стать барабанщиком в школьной группе. Барабана было недостаточно, и Джими Ботт напряжённо работал, помогая отцу достроить дом. В конечном итоге Джими Ботт заработал деньги на свою первую установку CB700, выпускаемой компанией в то время подразделением Pearl Drums. Джими Ботт стал брать уроки игры на барабанах, одним из первых его учителей был Форрест Элледж, барабанщик, чья карьера включала в себя работу с Кармен Макрей и Билли Холидей. Джими Ботт поначалу увлекался роком, в частности южным роком, потом, глядя на авторов песен, чьи каверы исполняли эти группы, начал слушать блюз 1950-х. Поворотным моментом послужило посещение концерта тогда ещё малоизвестного Рода Пьяццы с его группой The Mighty Flyers и после этого Джим Ботт полностью сконцентрировался на блюзе, в ущерб школьным занятиям он занимался на ударной установке. По окончании средней школы в возрасте 17 лет, Ботт начал играть в клубе Mountain Charley’s под руководством гитариста/харпера Пола Дёркетта и его группы House Rockers. Через два года Ботт познакомился с Марком Хаммелом, которого только что покинул барабанщик, и Хаммел предложил присоединиться к его группе Blues Survivor для турне. В течение двух лет Ботт играх с Марком Хаммелом. Во время гастролей ему предоставилась возможность время от времени играть с такими звёздами блюза, как например Чарли Масселуайт, Брауни МакГи, Рик Эстрин, Джо Луис Уокер. В 1986 году Джими Ботт, после прослушивания, был нанят на работу Родом Пьяццой в его группу The Mighty Flyers. Переехав в Южную Калифорнию поближе к Пьяцце, Ботт продолжил образование, став брать уроки у Мюррея Спивака, 88-летнего барабанщика, и «перенял у него его безупречные приемы управления палочкой и чувство ритма…Он также переучил Джими с игры обеими ладонями вниз, совпадающим хватом на традиционный хват с одной ладонью вверх, а другой вниз» . 
В 1980-х и 1990-х в составе группы The Mighty Flyers Джими Ботт гастролировал по всему миру, а также гастролировал с Blind Boys of Alabama, но был вынужден отказаться от перехода к ним на постоянной основе. В 1996 году Джими Ботт покинул The Mighty Flyers и присоединился к The Fabulous Thunderbirds, где играл два года. В то же время он создал вместе с друзьями группу Federale, которая записала два альбома. Для участия в ней он покинул The Fabulous Thunderbirds, но группа распалась, и Ботт вернулся в The Fabulous Thunderbirds, и играл в ней в течение ещё шести лет. В 1999 году он записал альбом авторства своего отца Кена Ботта, осуществив его давнюю мечту 
В 2006 году покинул The Fabulous Thunderbirds, женившись и примкнув к местной группе Woodbrain. Вскоре Ботт получил приглашение присоединиться к группе The Mannish Boys, ансамблем с постоянно меняющимся составом. Со смертью организатора группы Рэнди Чорткоффа в 2015 году группа прекратила существование. Джими Ботт построил студию звукозаписи для своей компании Roseleaf Records, и занимался записью других исполнителей. В 2018 году он выступил инициатором создания «супергруппы» The Proven Ones в составе которой были клавишник Энтони Джерачи, гитарист Кид Рамос, Вилли Дж. Кэмпбелл и певец Шугарэй Редфорд. У Редфорда пошла вверх карьера, и он не смог прибыть на запись дебютного альбома, и по его совету на место вокалиста был приглашён Брайан Темплтон — бывший фронтмен The Radio Kings и Delta Generators. Первый диск 2018 года Wild Again получил номинацию  Blues Music Awards на звание лучшего альбома современного блюза. Затем Джими Ботт отправился на гастроли в Европу, поддерживая вместе с Майком Зито группу Альберта Кастильи The Blues Giants. Зито, услышав запись группы The Proven Ones, предложил записать второй альбом в его компании Gulf Coast Records. Новый альбом You Ain't Done вышел летом 2020 года, возглавил чарт блюзовых альбомов  Billboard и добрался до третьего места в стриминге Apple Music .
Как сессионный музыкант Джими Ботт записывался с множеством известных блюзменов, помимо упомянутых среди них например Бунойз Кинг, Смокин Джо Кубек, Кёртис Сальгадо, Вилли Смит, Мисс Хани Пьяцца, Боб Корритор; всего Джими Ботт записался более чем на 100 релизах 
Живёт в Портленде, штат Орегон.
«…в индустрии нет винтика, который бы задавал более ровный ритм, чем Джими Ботт» .
Блюзмен Даг Маклауд сказал: «Он один из лучших чертовых барабанщиков, с которыми я когда-либо работал. Он знает, как вписаться в ситуацию, добавить к ней и никогда не отнять от неё. Один из моих любимых, а у меня их не так много» 
Журнал Blues in Britain написал что «Джими Ботт дает мастер-класс по игре на блюзовых барабанах, дополняя каждый трек своим врожденным чувством ритма и времени, а также своей способностью предоставить артисту идеальную основу, на которой он может изложить свое личное видение блюза» .

## Дискография
- 1999: The Blues From Bottsville (Джими Ботт, Кен Ботт), Bott Records
- 2005: Live Volume 1 — Cheap Thrills (концертные записи различных музыкантов с участием Джими Ботта), Roseleaf Records
- 2006: Presents Bott & Paid For! Recorded Live At Duff’s Garage Portland OR, Roseleaf Records